# موسباخ
مسباخ (بالألمانية: Mosbach) هي Grosse Kreisstadt، مدينة وبلدة ألمانية تقع في ألمانيا في Neckar-Odenwald-Kreis. يقدر عدد سكانها بـ 24,963 نسمة .

## المدن التوأمة
مدن بوسنك، شاتو تييري، فينيقيه (مدينة)، ليمينغتون ‏ و Pesthidegkút هي مدن توأمة لـمسباخ.

## معرض صور

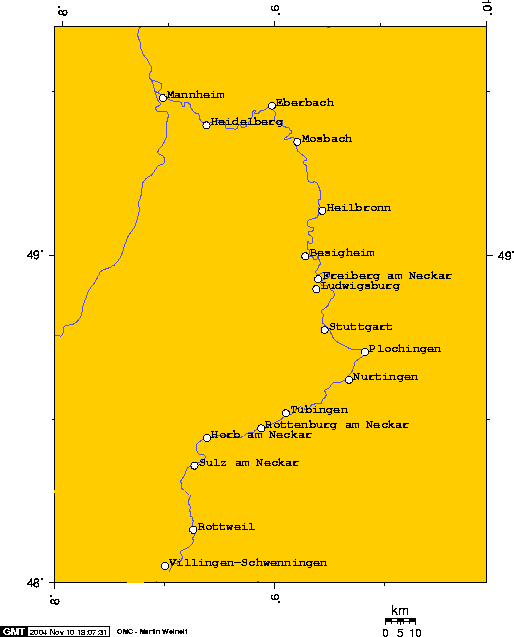
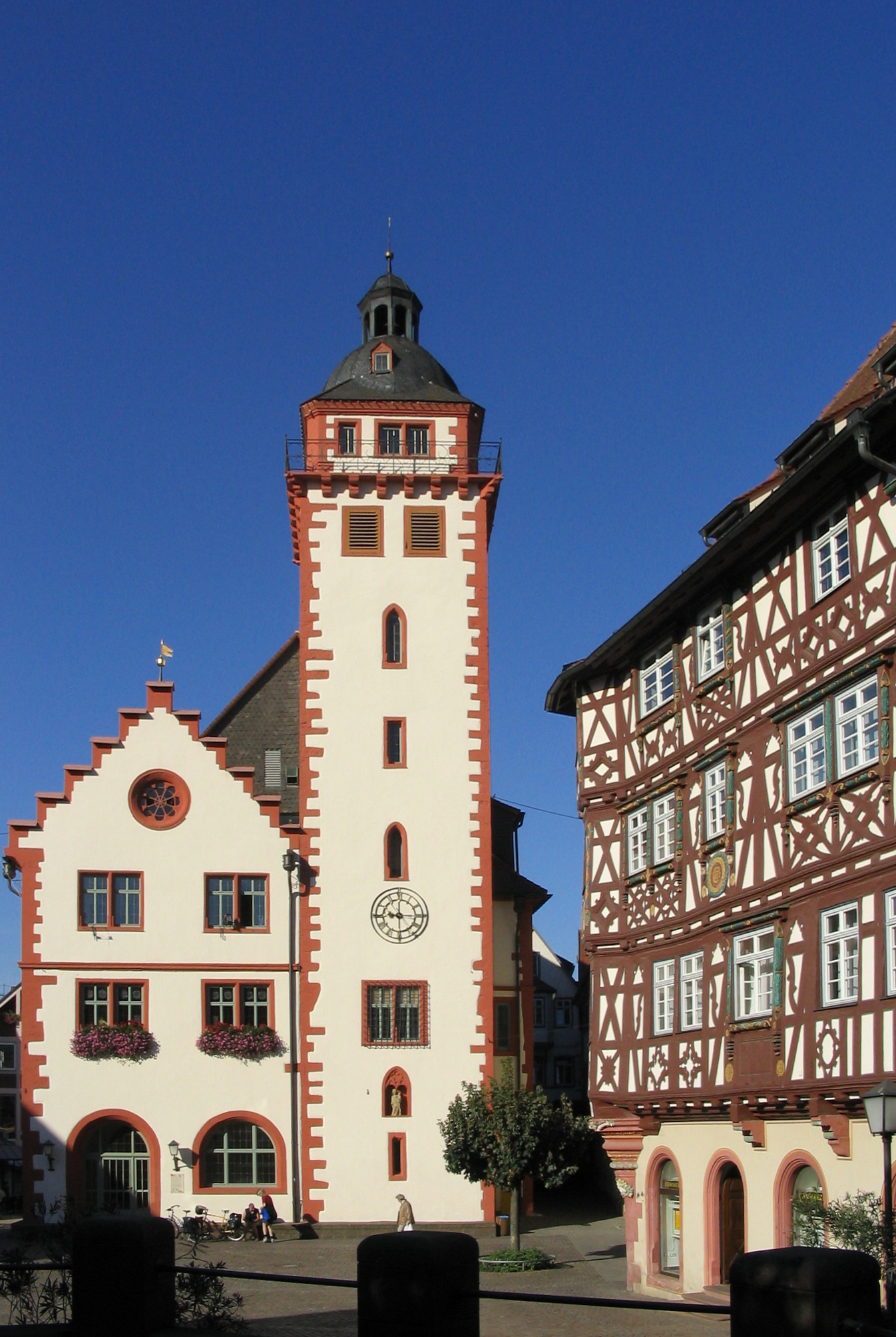
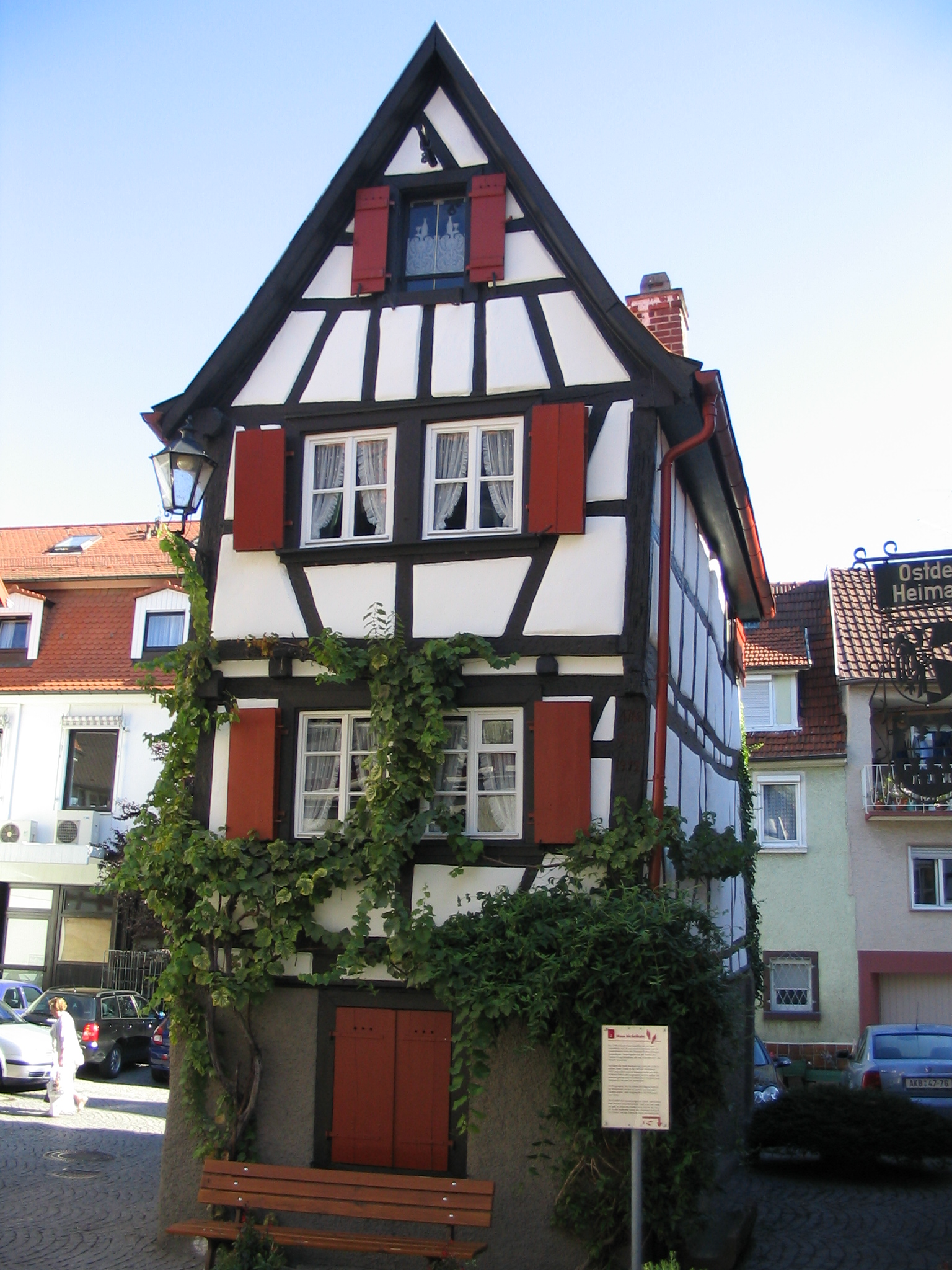

## أعلام
- مارفن فريتز
- يوليوس إس. هيلد
- دينيس جيجير
- بيرند فورستر
- كارلهاينز فورستر